# Česká Bělá
Česká Bělá – miasteczko i gmina w Czechach, w powiecie Havlíčkův Brod, w kraju Wysoczyna. Według danych z dnia 1 stycznia 2014 liczyła 1 021 mieszkańców.